# WonderCon

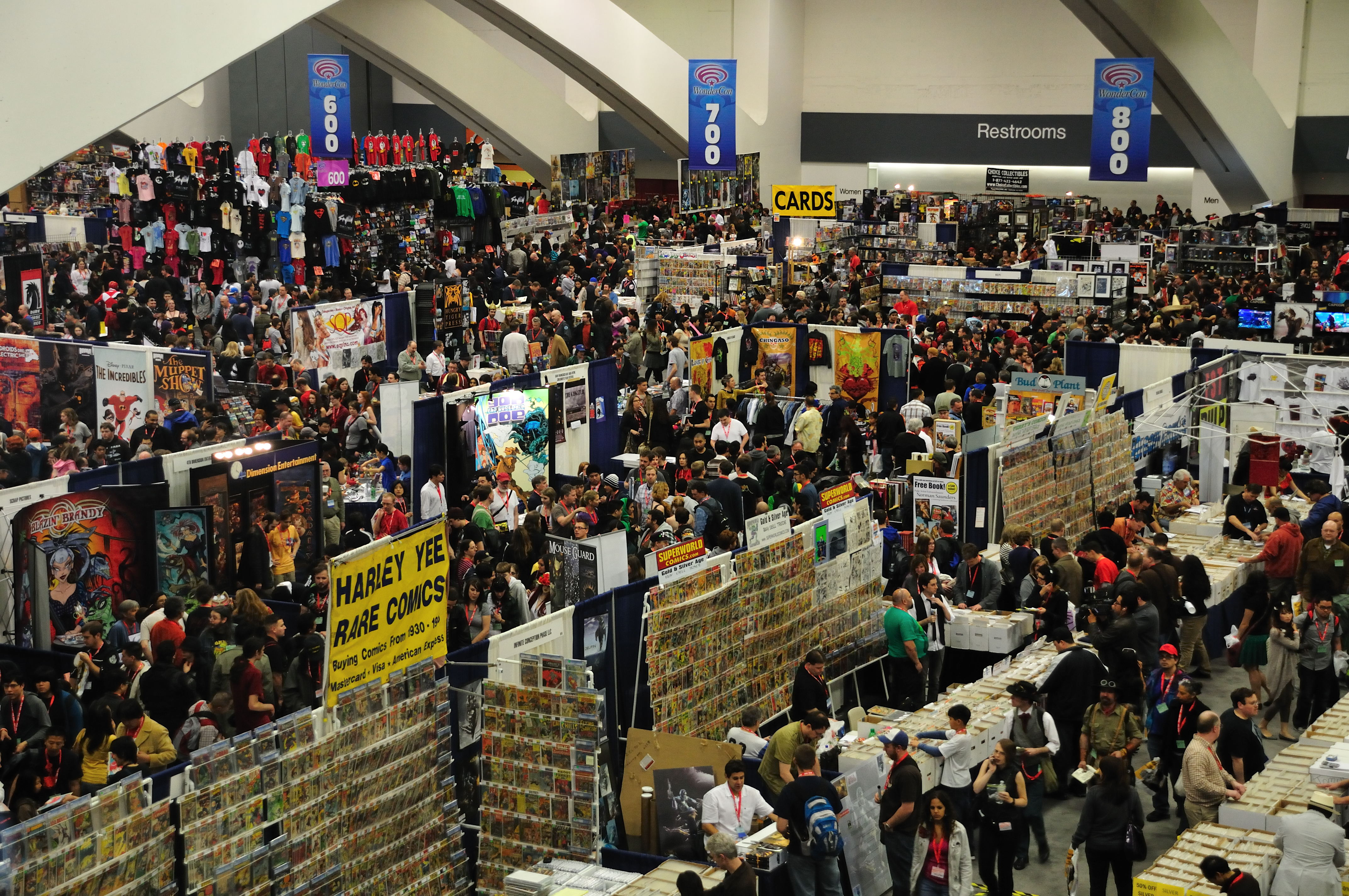
WonderCon 2010.

Le WonderCon est un festival annuel consacré aux comics, à la science-fiction, et au cinéma tiré de ces genres. Il se tient dans la baie de San Francisco depuis 1987. Entre 2012 et 2015, le WonderCon s'est tenu à Anaheim puis l'année suivante à Los Angeles avant de revenir à Anaheim depuis 2017. 
Le festival s'est tenu à l'origine au centre de convention d'Oakland. En 2003, il est déplacé au Moscone Center de San Francisco. Le nom original du festival était Wonderful World of Comics Convention.

## Histoire
Le commerçant Joe Field et son partenaire Mike Friedrich ont été les propriétaires de la convention pendant quinze ans. En 2001, ils ont négocié un accord avec l'équipe de direction qui gère le Comic-Con International de San Diego pour qu'il fasse partie de la famille des conventions Comic-Con International. 
Cela permet d'élargir le public de San Francisco et d'en faire un lieu d'avant-premières et de premières projections de grands films, en particulier ceux basés sur des bandes dessinées. Parmi ces films, citons Spider-Man 2 en 2004, Batman Begins et Les Quatre Fantastiques en 2005, Superman Returns en 2006, 300 en 2007, Watchmen en 2009 et Kick-Ass en 2010. Tous ces événements ont vu les stars des films répondre aux questions du public,.  
Le WonderCon a accueilli 34 000 visiteurs en 2009, 39 000 en 2010 et 49 500 en 2011,.  
Le WonderCon a quitté la Bay Area après la convention de 2011, car le Moscone Center était en cours de rénovation. La convention a déménagé à Anaheim en 2012, et a été rebaptisée WonderCon Anaheim. Lorsque le déménagement à Anaheim a été annoncé pour la première fois, le Comic-Con International a déclaré qu'il reviendrait à San Francisco une fois les rénovations terminées ; cependant, la convention est finalement restée en Californie du Sud. En 2016, une nouvelle convention a vu le jour dans la région de la Baie, appelée le Silicon Valley Comic-Con. WonderCon a déménagé d'Anaheim à Los Angeles en 2016, et s'appelait WonderCon Los Angeles. Il s'est déroulé au Los Angeles Convention Center. Depuis 2017, la convention est de retour à Anaheim.   
L'édition 2020 du WonderCon est reportée à cause de la pandémie Covid-19.   

## Événements
Alors que l'attraction principale du WonderCon est la vente de bandes dessinées et de figurines, la liste des exposants s'est élargie pour inclure des vendeurs de DVD. Il y a également une place des artistes, où l'on trouve principalement des dessinateurs de bandes dessinées qui vendent des œuvres d'art, signent des livres et font des croquis, ainsi que des célébrités qui signent des photos autographiées.
WonderCon a accueilli les cérémonies de remise des prix Harvey de 1997 à 1999. 
En outre, WonderCon propose un événement appelé Trailer Park, où sont projetées les bandes-annonces des films à venir. 
Le concours de déguisements WonderCon a généralement lieu le samedi après la clôture de la convention. Les prix sont décernés aux personnes qui ont fait preuve de la plus grande créativité, mais tout le monde peut y participer. 